# Florida Hammerheads
Die Florida Hammerheads waren ein US-amerikanisches Inlinehockeyfranchise aus Miami im Bundesstaat Florida. Es existierte von 1993 bis 1994 und nahm an zwei Spielzeiten der professionellen Inlinehockeyliga Roller Hockey International teil. Die Heimspiele des Teams wurden in der Miami Arena ausgetragen.

## Geschichte
Die Florida Hammerheads waren 1993 eines von zwölf Teams, die in der Saison 1993 am Spielbetrieb der neu gegründeten professionellen Roller Hockey International teilnahmen. Das Team erlebte eine sportlich erfolglose Zeit und verpasste in seinen beiden Spielzeiten die Teilnahme an den Play-offs um den Murphy Cup jeweils deutlich. Nach der Saison 1994 wurde das Team aufgelöst.
1993 hatte das Team einen Zuschauerschnitt von 1526 und fand sich im Vergleich der anderen Teams auf dem letzten Platz wieder. Der Zuschauerkrösus Anaheim Bullfrogs hatte einen Schnitt von 8366. In ihrer zweiten Saison hatten die Hammerheads einen deutlich höheren Zuschauerzuspruch; im Schnitt wollten 2841 Zuschauer die Spiele besuchen.
Die Teamfarben waren Haifischsilber, Ozeanblau, Himmelblau und Weiß.

## Saisonstatistik
Abkürzungen: Sp = Spiele, S = Siege, N = Niederlagen, U = Unentschieden, Pkt = Punkte, T = Erzielte Tore, GT = Gegentore
| Saison | Sp | S | N  | U | Pkt | T   | GT  | Platz        | Playoffs           |
| 1993   | 14 | 2 | 11 | 1 | 5   | 100 | 154 | 4., Murphy   | nicht qualifiziert |
| 1994   | 22 | 4 | 17 | 1 | 9   | 139 | 188 | 6., Atlantic | nicht qualifiziert |

## Bekannte Spieler
- Paul Cohen
- Tyler Moss
- Mike Ware